# 연남초등학교
연남초등학교는 대한민국 세종특별자치시가 교육기본법에 따라 설치한 초등학교이다.

## 학교 연혁
- 1908년 4월 1일 연기공립배달학교 개교
- 1911년 5월 10일 연기공립보통학교 개교
- 1938년 4월 1일 연남공립심상소학교로 변경
- 1941년 4월 1일 연남공립국민학교로 변경
- 1973년 3월 1일 수왕국민학교 분리
- 1996년 3월 1일 연남초등학교 변경
- 1996년 3월 8일 병설유치원 개원
- 2003년 8월 30일 운동장 배수로 공사
- 2006년 12월 20일 과학실 현대화 사업
- 2007년 12월 20일 독서실 현대화 사업
- 2008년 1월 19일 문필관 준공
- 2009년 2월 20일 제 94회 졸업(총 6,428)
- 2009년 3월 1일 6학급 편성(유치원 1학급)
- 2016년 2월 17일 제 101회 졸업식(졸업생 총 6518여명)
- 2016년 3월 1일 초등 6학급, 유치원 1학급 편성
- 2017년 8월 21일 도서관 리모델링
- 2018년 1월 30일 제103회 졸업식(14명 졸업, 졸업생 총 6562명)
- 2018년 3월 2일 초등 7학급(특수학급 1학급 포함), 유치원 1학급 편성

## 참고 자료
- 연남초등학교 - 한국교육학술정보원 학교알리미